# Vogon
Les Vogons sont une espèce extraterrestre issus de l'univers de fiction de la série de livres de Douglas Adams, Le Guide du voyageur galactique.

## Présentation
Ce sont des créatures stupides et sans cœur qui ne vivent que pour l'administration. Ils sont responsables de la destruction de la Terre. Ils écrivent des poèmes qui sont classés comme la troisième exécrabilité dans tout l'univers selon le Guide du voyageur galactique. Leur passion en fait des ouvriers idéaux, car seule une telle motivation pourrait pousser des individus à aller détruire une même planète, la Terre, dans l'infinité d'univers parallèles où elle est présente, d'après Eoin Colfer. Le seul Vogon cité est Prostetnic Vogon Jeltz, commandant une flotte de vaisseaux à bord du « Business End » (en version originale) et poète à ses heures perdues.
Incroyablement laids, les Vogons n'ont d'autre but dans la vie que respecter l'administration et faire souffrir le plus de gens possible. Cet amour de l'administration a amené à la constatation qu'un Vogon voyant sa grand-mère se faire attaquer par une bête féroce ne lèverait pas le petit doigt pour la défendre « sans un ordre écrit, contresigné en trois exemplaires, expédié renvoyé requis perdu retrouvé, soumis à enquête publique, reperdu et finalement enterré durant trois mois dans la tourbe avant d'être recyclé comme allume-feu ». 
Les Vogons sont aussi les plus mauvais tireurs de la galaxie. 
Dans Encore une chose…, Eoin Colfer développe largement le concept de vogon. On apprend ainsi que les Vogons ont une fâcheuse tendance à postillonner sur leurs interlocuteurs, ce qu'ils essaient d'éviter à tout prix, sans réelles motivations. Les plus impitoyables d'entre eux, qui se seraient distingués par un manque particulier de compassion sont distingués en tant que "kroomst" (dans la version originale) et leur photo traditionnellement prise de dos est accrochée sur le mur de Kroomst dans le hall des Kroomsts. Le mot pourrait avoir été inventé pour qualifier la carrière du commandant de flotte Prostetnic Vogon Jeltz. Toujours d'après lui, une légende courait sur l'existence d'un groupe de Vogons alternatifs, dont l'occupation serait de parler, sans en avoir reçu l'autorisation administrative.
Dans l'adaptation cinématographique, les Vogons sont plus développés par rapport aux romans pour en faire les antagonistes de l'histoire. Leur rôle dans la destruction de la Terre et l'éjection des deux astrostoppeurs est identique. Cependant, l'intrigue sur la poursuite de Zaphod Bebblebrox qui a simulé son kidnapping en volant le vaisseau Coeur en Or est rajoutée. C'est le commandant Kwaltz qui dirige la poursuite... sauf quand il est en pause déjeuner. Comme pour ses congénères, il fait partie de l'administration, ce qui explique pourquoi il fait tirer sur Zaphod pour protéger ce dernier de son propre ravisseur. C'est dans une de ces situation qu'il fait arrêter Trillian dans un quiproquo (elle avait simulée une prise d'otage sur Zaphod avec un aérosol) et la fait condamner à mort. Heureusement pour elle, une demande de libération en bonne et dû forme réalisée par Arthur parvient au commandant qui la relâche. Après sa pause déjeuner, il retrouve, grâce à Marvin abandonné sur Magrathea, le président et ses amis chez Arthur sur la Terre en fin de reconstruction. Après un combat inégal, Marvin neutralise les Vogons de Kwaltz avec le fusil à point de vue, les contaminant de sa dépression.